# Hexalogie
Une hexalogie est une série ou un cycle composé de six éléments distincts. Le mot serait d'abord apparu en Angleterre au cours d'un débat sur Homerische Welt, un cycle de pièce d'opéra composé par August Bungert, inspiré de l'Odyssée et de l'Iliade.